# Myriopathes antrocrada
Myriopathes antrocrada är en korallart som först beskrevs av Opresko 1999.  Myriopathes antrocrada ingår i släktet Myriopathes och familjen Myriopathidae. Inga underarter finns listade i Catalogue of Life.